# Hyatt

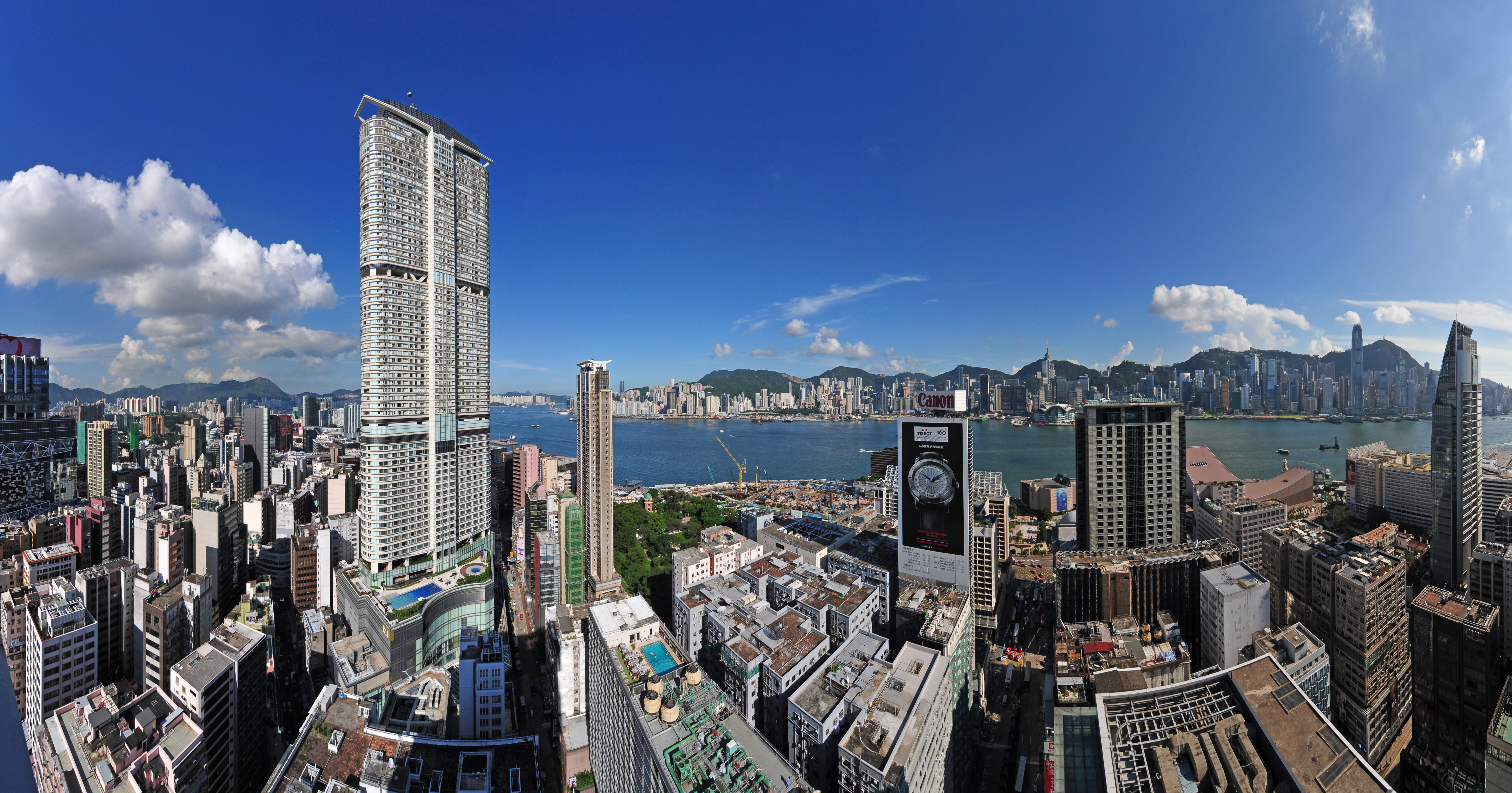
Hyatt Regency in Hongkong, Tsim Sha Tsui (links)

Hyatt ist eine der weltweit größten Hotelketten mit Firmensitz in Chicago, Illinois. Hyatt Hotels gehören zu den luxuriösen 4 bis 5-Sterne-Superior-Hotels.

## Geschichte
Die Hyatt-Gruppe wurde 1957 mit dem Kauf eines Motels durch Jay Pritzker gegründet. Der Name „Hyatt“ stammt vom vorigen Besitzer des Motels, Hyatt van Dehn. Schon drei Jahre nach der erfolgreichen Wiedereröffnung des Motels hatte die Pritzker-Familie bereits vier Hotels und expandiert seither enorm.
Die Global Hyatt Corporation umfasst über 1000 Häuser in 69 Ländern.
Im August 2021 gab die Hyatt Hotels Corporation bekannt, dass sie den Betreiber von Luxusresorts, die Apple Leisure Group (ALG), für 2,7 Milliarden Dollar in bar übernimmt.

## Marken
Die Hotels werden, je nach Positionierung, unter verschiedenen Marken geführt. Hyatt selbst unterteilt die Hotels, je nach Lage, in die Kategorien von 1 (niedrigste Klasse, hauptsächlich Place und House Standorte) bis 7 (hauptsächlich Park Hyatt Hotels, Residence Club Resorts und Luxus-Hotels unter eigenem Namen). Die 2018 eingeführte Kategorie 8 umfasst 23 Hotels, darunter 19 in Europa, die der Small Luxury Hotels of the World (SLH) Gruppe angehören, mit welcher Hyatt seit 2018 kooperiert. Mit Stand März 2019 existieren (oder waren in Planung) die folgenden Marken und Häuser:
Hotels
- Park Hyatt (44 Fünf-Sterne-Hotels, zumeist Superior)
- The Unbound Collection by Hyatt (16 Hotels und Resorts der Top-Kategorie seit 2016)
- Andaz (21 Fünf-Sterne-Boutique-Hotels seit 2007, darunter München und Wien)
- Grand Hyatt (55 Hotels im 5-Sterne-Bereich)
- Hyatt (14 Hotels im 4- bis 5-Sterne-Bereich, darunter drei in Manhattan)
- Hyatt Regency (200 Hotels im 4- bis 5-Sterne-Bereich mit Fokus auf Geschäftsreisende, seit 1967)
- Hyatt Centric (29 gehobene Hotels für jüngere Erwachsene, seit 2015)
- Hyatt Place (198 Hotels mit Fokus auf Familien und Geschäftsreisende, seit 2006)
- Hyatt House (101 Hotels für Langzeitaufenthalte, davon 90 in den USA; die 2006 von Hyatt aufgekauften Summerfield Suites wurden 2012 in Hyatt House umbenannt)

Resorts und Spas
- Hyatt Zilara (3 Fünf-Sterne-Resorts in Montego Bay, Cancun und Punta Cana, nur für Gäste über 18 Jahre)
- Hyatt Ziva (5 Fünf-Sterne-Resort in Mittelamerika)
- Miraval Resorts (3 Spa-Resorts im 5-Sterne Bereich in Tucson, Austin und Lenox)
- Hyatt Residence Club (1994 als Hyatt Vacation Club lanciert, 2009 umbenannt, 16 Time-Share Resorts in den USA)
- Exhale Spa (18 exklusive Fitness-Clubs in den USA, 2017 von Hyatt aufgekauft)

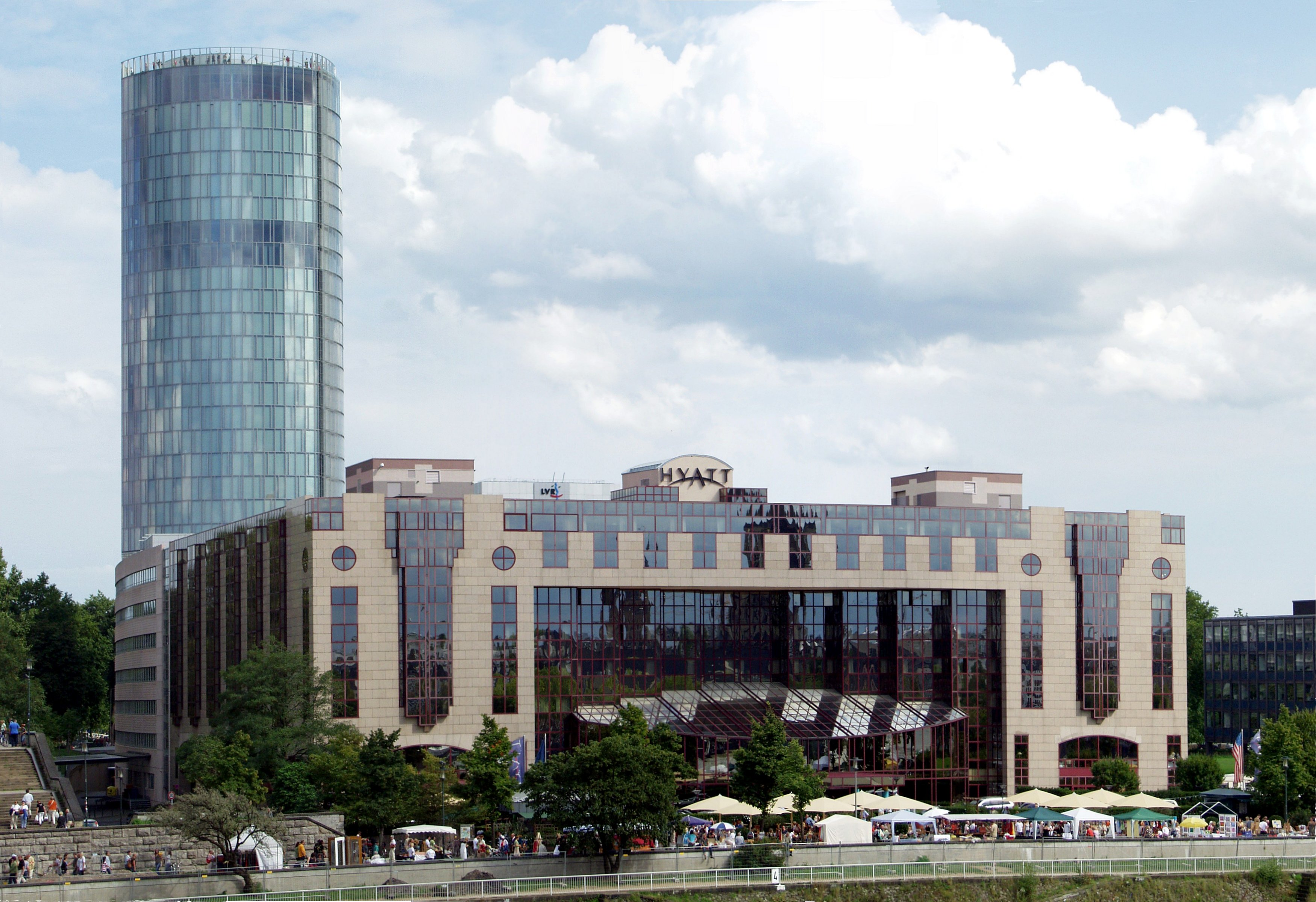
Hyatt Regency in Köln-Deutz, im Hintergrund der Kölntriangle
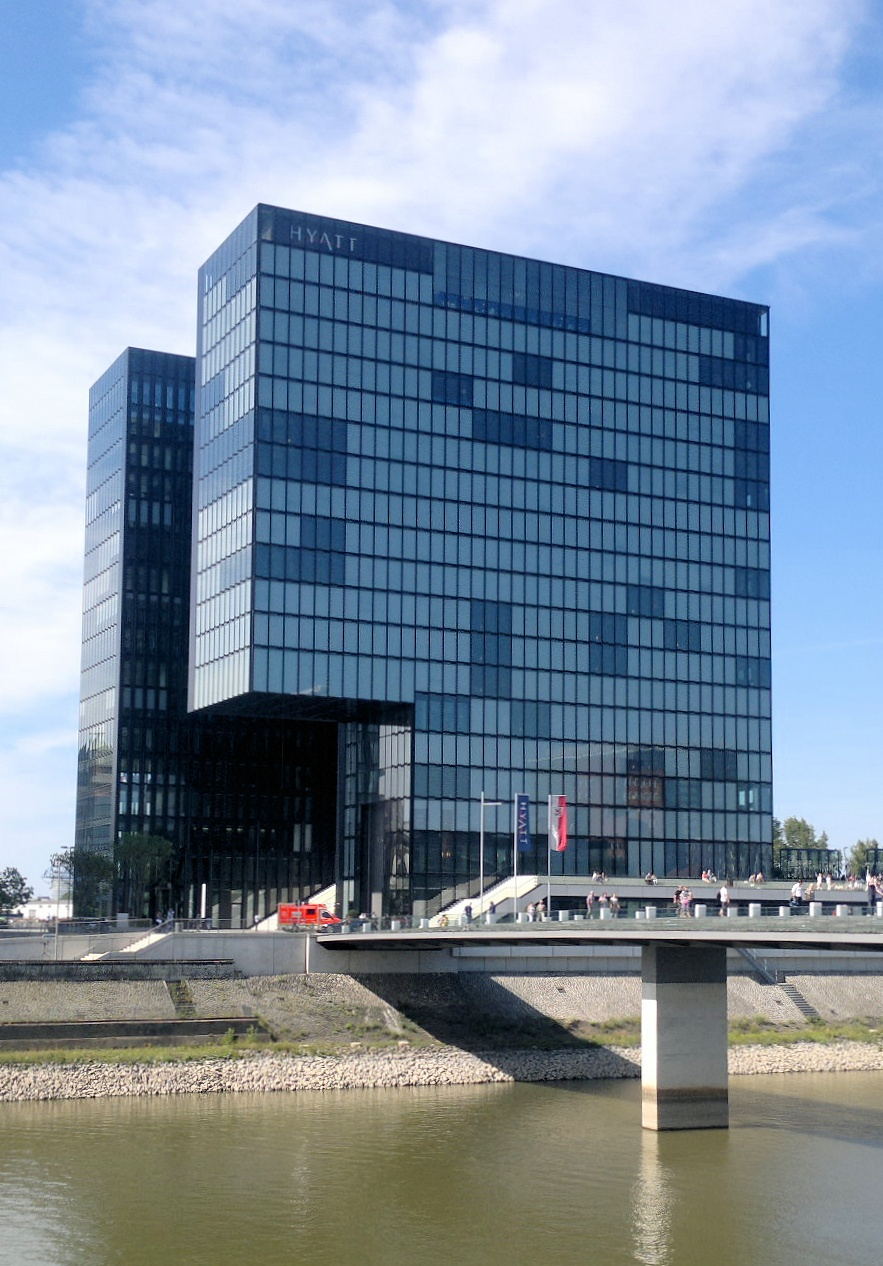
Hyatt Regency in Düsseldorf, im Jahr 2010 eröffnet
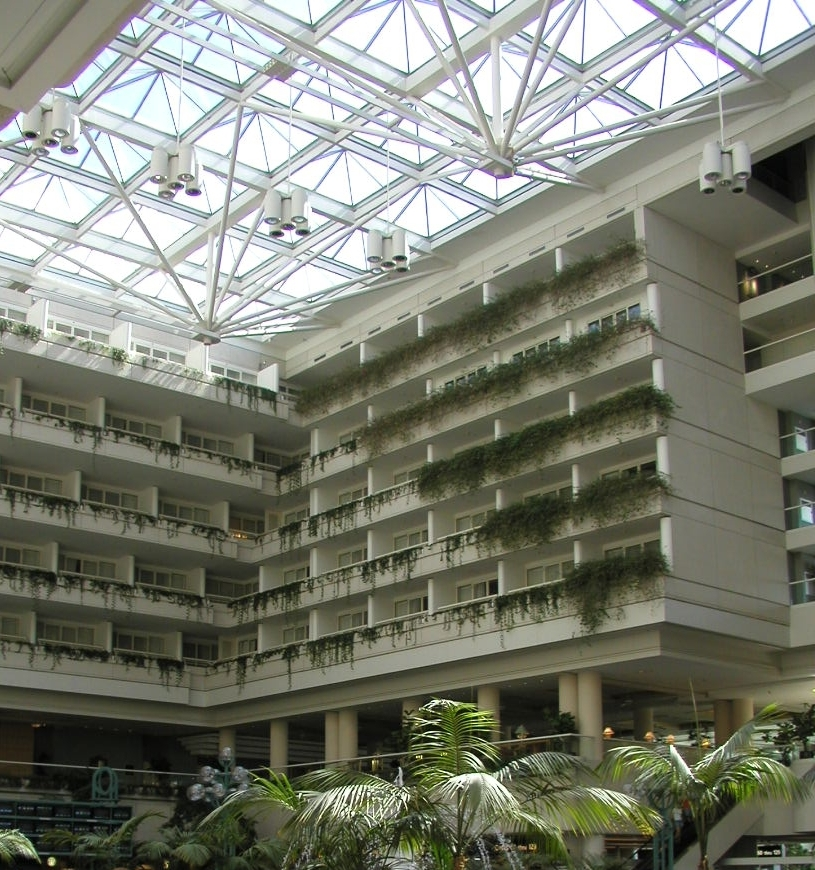
Hyatt Regency Orlando International (Flughafen Orlando)

## Hyatt im deutschsprachigen Raum
In Deutschland ist die Gruppe mit einem Grand Hyatt in Berlin, drei Hyatt Regency in Köln, Mainz, Düsseldorf, einem Hyatt House in Düsseldorf, einem Hyatt Place in Frankfurt und noch bis Ende des Jahres 2022 mit dem Park Hyatt in Hamburg vertreten. Ein weiteres Andaz-Hotel wurde Ende Februar 2019 in München eröffnet.
In Frankfurt am Main wurden die beiden Doppeltürme eines geplanten Hotels in der Bauphase um 1980 an die Deutsche Bank veräußert, die ihren Sitz seitdem dort im Deutsche-Bank-Hochhaus hat. Auch die Pläne für ein Hyatt-Hotel im Frankfurter Europaviertel scheiterten 2013.
In der Schweiz gibt es ein Park Hyatt in Zürich in der Stadt sowie ein Hyatt Regency und Hyatt Place am Zürcher Flughafen im sogenannten The Circle.
In Wien befindet sich das im Juni 2014 eröffnete Park Hyatt Vienna am Am Hof im Zentrum Wiens, sowie das Ende April 2019 eröffnete Andaz Vienna Am Belvedere, welches als Teil des Quartier Belvedere nahe Schloss Belvedere errichtet wurde.

## Unternehmensstruktur
Die Hotels in den USA, Kanada und der Karibik werden von der Hyatt Corporation betrieben, die übrigen durch die Hyatt International Corporation oder durch Franchisenehmer. Beide Gesellschaften gehören zur Holding Global Hyatt Corporation, Chicago. Seit 28. November 2006 ist Mark S. Hoplamazian Präsident und Chief Executive Officer von Global Hyatt. Er übernahm die Position von Doug Geoga, der im Juli 2006 aus dem Unternehmen ausschied.

## Katastrophe in Kansas City

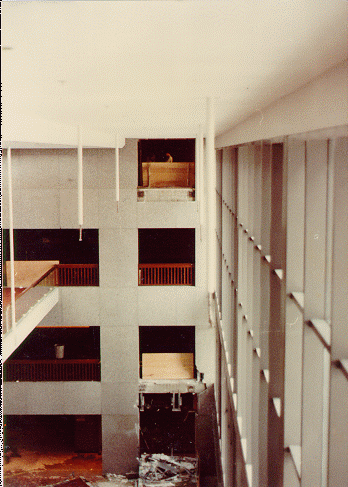
Am Tag nach dem Einsturz: Die Gänge zum dritten und ersten Stock fehlen, jener zum zweiten Stock (links) blieb intakt

Beim Einsturz zweier Verbindungsbrücken im Hyatt Regency Kansas City (heute Sheraton Kansas City Hotel at Crown Center) in Kansas City am 17. Juli 1981 kamen 114 Menschen ums Leben und 216 Personen wurden verletzt.

## Kritik
Im Oktober 2007 wurde Hyatt mit anderen internationalen Hotelketten „für das Sammeln und zentrale Speichern höchstpersönlicher Informationen über ihre Gäste ohne deren Wissen“ mit dem Negativpreis Big Brother Award in der Kategorie „Verbraucherschutz“ ausgezeichnet.

## Sonstiges
Das Kundenbindungsprogramm hat den Namen World of Hyatt® und umfasst die Status „Member“, „Discover“, „Explorist“, „Globalist“ und „Lifetime Globalist“ (in aufsteigender Reihenfolge).